# Fettuccine

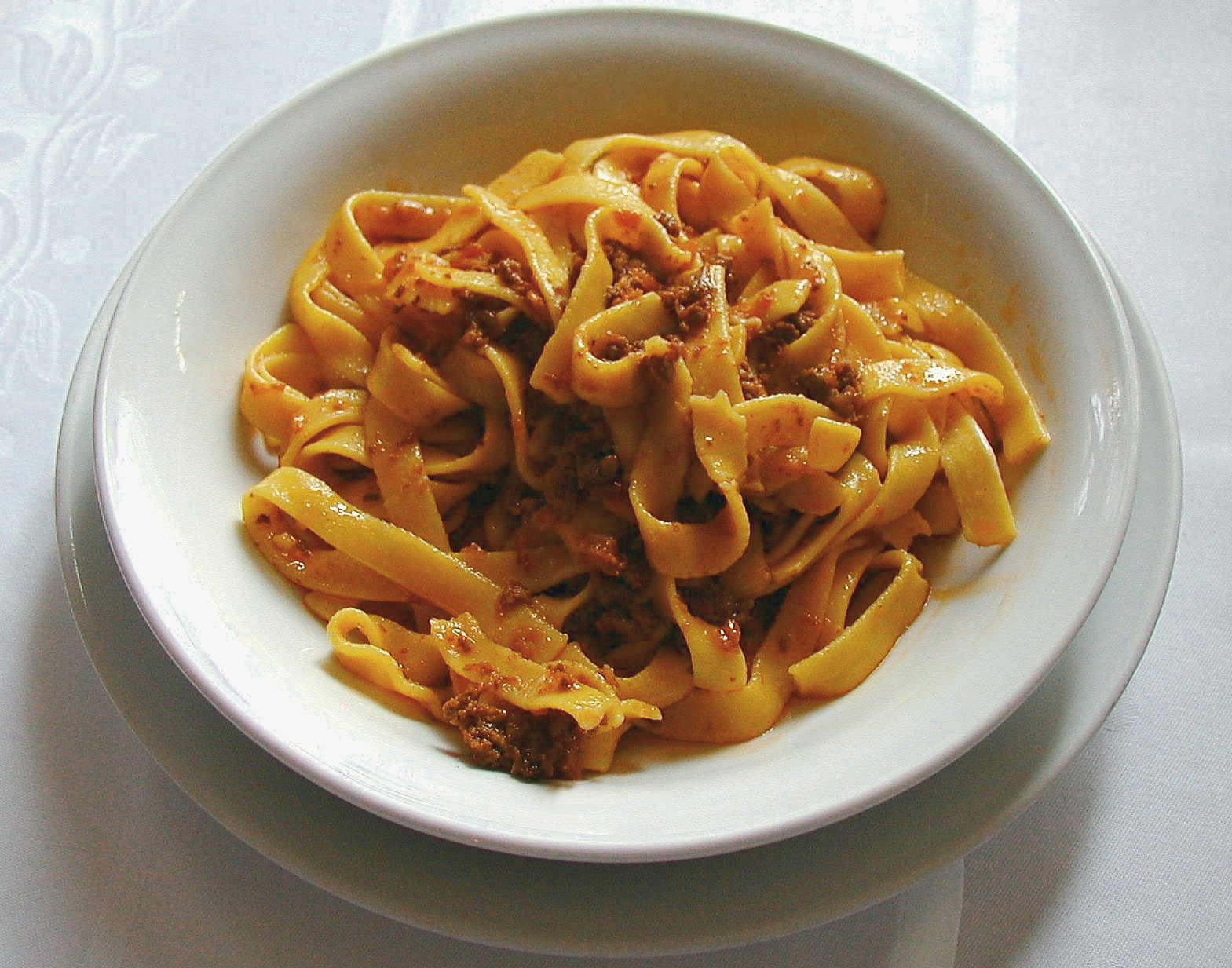
Fettuccine al ragù

Fettuccine (v překladu „stužky“) je typ těstovin oblíbený v římské kuchyni. Jedná se o široké nudle připravované z vajec a mouky (obvykle jednoho vejce na 100 g mouky), které jsou širší, ale jinak podobné typu těstovin tagliatelle (z města Bologna). Často se podávají s ragú.
Populární úpravou těchto těstovin jsou Fettuccine Alfredo.